# Толубко Олексій Данилович
Олексій Данилович Толубко (23 лютого 1923, місто Полтава, тепер Полтавської області — ?) — український радянський діяч, 2-й секретар Житомирського промислового обкому КПУ.

## Біографія
З 1941 року — в Червоній армії. Учасник німецько-радянської війни з 1942 року. Служив командиром міномету батареї 120-міліметрових мінометів 473-го стрілецького полку 154-ї стрілецької дивізії 1-го Прибалтійського фронту. Член ВКП(б).
Потім перебував на відповідальній партійній роботі.
Із середин 1950-х до жовтня 1959 року — завідувач відділу промисловості і транспорту Житомирського обласного комітету КПУ.
У жовтні 1959 — січні 1963 року — секретар Житомирського обласного комітету КПУ.
У січні 1963 — грудні 1964 року — 2-й секретар Житомирського промислового обласного комітету КПУ.
До жовтня 1975 року — завідувач відділу будівництва Житомирського обласного комітету КПУ.
З 25 червня 1975 року — завідувач відділу комунального господарства виконавчого комітету Житомирської обласної ради депутатів трудящих.
Потім — на пенсії в місті Житомирі.

## Звання
- старшина

## Нагороди
- орден Вітчизняної війни І ст. (6.04.1985)
- ордени
- медаль «За бойові заслуги» (2.11.1943)
- медалі